# Wawrzyniec Wang Bing

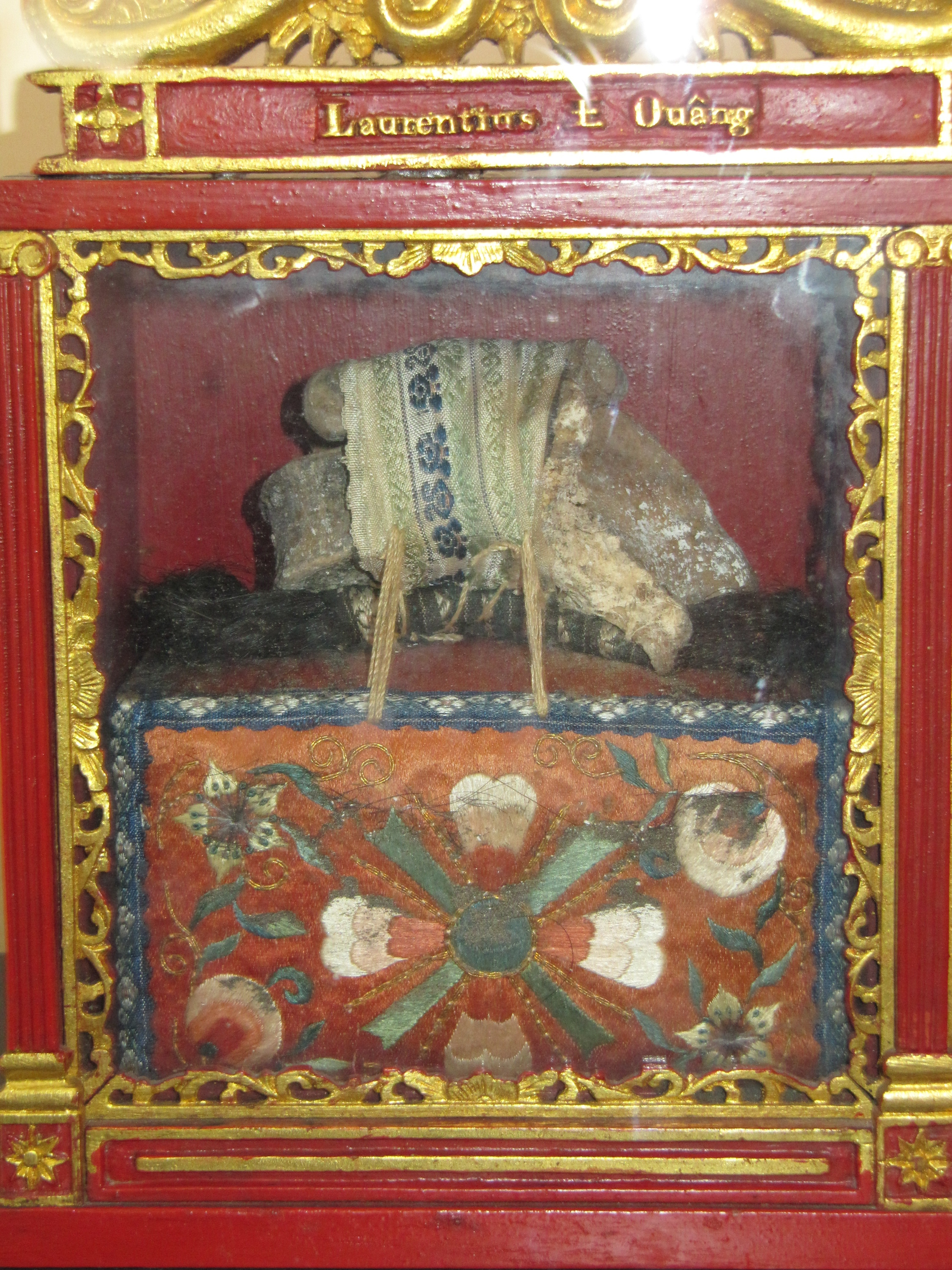
Relikwie św. Wawrzyńca Wang Bing. Muzeum «Dom Pauliny Jaricot», Lyon, Francja

Św. Wawrzyniec Wang Bing (chiń. 王炳樂倫) (ur. 1802 r. w Guiyang w Chinach – zm. 28 stycznia 1858 r. w Maokou, prowincja Kuejczou) – święty Kościoła katolickiego, katechista, męczennik.

## Życiorys
Wawrzyniec Wang Bing urodził się w rodzinie katolickiej jako jedyny syn wśród kilkorga dzieci. Jego rodzice zostali uwięzieni z powodu wiary, a następnie wygnani do Mongolii, gdzie zmarli. Wawrzyniec Wang Bing zamieszkał z najstarszą siostrą, ale ona również została wygnana i wtedy zamieszkał u ciotki. W wieku 20 lat ożenił się i miał dwóch synów i trzy córki. Został przywódcą katolików w swojej wspólnocie. W 1854 r. prowadził pracę misyjną w Pingyu i powiecie Weng’an, później w Pu’an. Następnie przeniósł się do Maokou w prowincji Kuejczou. Dostał się tam razem z przyjacielem Hieronimem Lu Tingmei. Próbowali tam zbudować miejsce do nauczania wiary katolickiej. Postąpili jednak wbrew zwyczajowej praktyce i nie przekupili miejscowych urzędników, w wyniku czego znaleźli się na ich „czarnej liście”. 13 grudnia 1857 r. zostali aresztowani podczas wieczornej modlitwy. Bez rozprawy zostali skazani na śmierć razem z Agatą Lin Zhao przez mandaryna Maokou. Następnego dnia zostali ścięci. W nocy kilku przyjaciół przyszło i zabrało ich ciała, żeby je pochować.

## Dzień wspomnienia
9 lipca w grupie 120 męczenników chińskich.

## Proces beatyfikacyjny i kanonizacyjny
Razem z Hieronimem Lu Tingmei i Agatą Lin Zhao należy do grupy męczenników z Maokou. Zostali oni beatyfikowani 2 maja 1909 r. przez Piusa X. Kanonizowani w grupie 120 męczenników chińskich 1 października 2000 r. przez Jana Pawła II.